# ماجستير الطب
ماجستير الطب هو درجة أكاديمية تمنحها كليات الطب للأطباء بعد فترة من التدريب والفحص. وتُمنح الدرجة من خلال التخصصات الفرعية الجراحية والطبية وعادةً ما يتضمن أطروحة تشمل البحوث الأصلية. قد تُستكمل هذه الدرجة بالحصول على الزمالة في التخصص المختار أو تكون المؤهل الوحيد اللازم للتسجيل كأخصائي. من المعروف أن الجامعات التالية في البلدان التالية تمنح درجة الماجستير، في الموضوعات التالية، اعتبارًا من مايو 2009 ميلادي

## أستراليا

### كلية كوينزلاند
- ماجستير الطب العام
- ماجستير العناية بالجلد والأمراض الجلدية

### كلية سيدني
- ماجستيرطب العيون[1]
- ماجستيرطب النوم[2]
- ماجستير الحالات الحرجة

### كلية مونساه
- ماجستيرطب الفترة المحيطة بالجراحة [3]

## فيجي
- ماجستير الطب العام

## غويانا

### جامعة تيكسيلا الأمريكية
- ماجستيرطب الأطفال
- ماجستيرطب نفسي
- ماجستيرعلم الأمراض
- ماجستيرجراحة
- ماجستيرتخدير
- ماجستيرطب الأذن والأنف
- ماجستيرعلم الأشعة
- ماجستيرطب التوليد والنسائيات
- ماجستيرعلم المناعة
- ماجستيرطب باطني
- ماجستيرطب الجهاز العصبي
- ماجستيرطب الجلد
- ماجستيرطب الطوارئ
- ماجستيرطب العيون
- ماجستيرجراحة العظام
- ماجستيرطب شرعي
- ماجستيرتشريح الإنسان وعلم الأجنة

## كينيا

### جامعة نيروبي
تمنح جامعة نيروبي درجة الماجستير في العديد من التخصصات

## ماليزيا

### جامعة مالايا
- ماجستيرعلم الأمراض السريري
- ماجستيرفيزياء طبية
- ماجستيرطب باطني
- ماجستيرطب الطوارئ
- ماجستيرعلم الأورام
- ماجستيرطبيب التخدير
- ماجستيرطب
- ماجستيرتمريض
- ماجستيرطب التوليد والنسائيات
- ماجستيرطب الأطفال
- ماجستيرجراحة الأطفال
- ماجستيرطب الأنف والأذن والحنجرة

### جامعة سانت ماليزيا

#### برامج الطب الباطني
- ماجستيرتخدير
- ماجستيرطب الطوارئ
- ماجستيرطب الأسرة
- ماجستيرطب باطني
- ماجستيرطب الأطفال
- ماجستيرطب نفسي
- ماجستيرعلم الأشعة

#### برامج الجراحة
- ماجستيرطب التوليد والنسائيات
- ماجستيرطب العيون
- ماجستيرجراحة العظام
- ماجستيرطب الأنف والأذن والحنجرة
- ماجستيرجراحة
- ماجستيرجراحة الأعصاب
- ماجستيرجراحة تجميل

## سنغافورة
تمنح جامعة سنغافورة الوطنية الماجستير في التخصصات التالية:
- ماجستيرطب باطني
- ماجستيرالجراحة[6]
- ماجستيرطب الأطفال
- ماجستيرطب التوليد والنسائيات
- ماجستيرطب العمل
- ماجستيرصحة عمومية
- ماجستيرطب نفسي
- ماجستيرطب الأسرة
- ماجستيرعلم الأشعة
- ماجستيرجراحة العظام
- ماجستيرطب الأنف والأذن والحنجرة
- ماجستيرطب الطوارئ

## جنوب أفريقيا

### جامعة كيب تاون
تمنح جامعة كيب تاون درجة الماجستير في التخصصات التالية
- ماجستيرطب العمل
- ماجستيرصحة عمومية
- ماجستيرتخدير
- ماجستيرعلم الأمراض التشريحي
- ماجستيرعلم الدم
- ماجستيرطب باطني
- ماجستيرعلم الأحياء الدقيقة وعلم المناعة
- ماجستيرطب التوليد والنسائيات
- ماجستيرطب العيون
- ماجستيرجراحة العظام
- ماجستيرطب الأنف والأذن والحنجرة
- ماجستيرطب الأطفال
- ماجستيرطب نفسي
- ماجستيرعلم الأشعة
- ماجستيرعلاج بالأشعة
- ماجستيرجراحة

### جامعة بريتوريا
تمنح جامعة بريتوريا الماجستير في التخصصات التالية:
- ماجستيرعلم التخدير
- ماجستيرطب الجلد
- ماجستيرطب الطوارئ
- ماجستيرطب الأسرة
- ماجستيرطب المسنين
- ماجستيرطب باطني
- ماجستيرعلم الأورام
- ماجستيرطب الجهاز العصبي
- ماجستيرجراحة الأعصاب
- ماجستيرطب نووي
- ماجستيرطب التوليد والنسائيات
- ماجستيرطب العيون
- ماجستيرجراحة العظام
- ماجستيرطب الأنف والأذن والحنجرة
- ماجستيرطب الأطفال
- ماجستيرعلم الأمراض التشريحي
- ماجستيرعلم الأمراض
- ماجستيرعلم الأمراض السريري
- ماجستيرالطب الشرعي
- ماجستيرعلم الدم
- ماجستيرعلم الأحياء الدقيقة الطبي
- ماجستيرعلم الفيروسات
- ماجستيرجراحة تجميل
- ماجستيرطب نفسي
- ماجستيرصحة عمومية
- ماجستيرعلم الأورام
- ماجستيرعلم الأشعة
- ماجستيرجراحة القلب والصدر
- ماجستيرالجراحة
- ماجستيرجراحة القلب والصدر
- ماجستيرطب الجهاز البولي
- ماجستير الطب - طب عسكري

## تايوان، جمهورية الصين

### جامعة فو جين الكاثوليكية
- ماجستيرعلم نفس سريري

## تنزانيا

### جامعة موهيمبيلي
تمنح جامعة موهيمبيلي الماجستير في التخصصات التالية::
- ماجستيرعلم التخدير
- ماجستيرعلم الأمراض التشريحي
- ماجستيرعلم الدم
- ماجستيرطب باطني
- ماجستيرعلم الأحياء الدقيقة وعلم المناعة
- ماجستيرطب التوليد والنسائيات
- ماجستيرطب العيون
- ماجستيرجراحة العظام
- ماجستيرطب الأنف والأذن والحنجرة
- ماجستيرطب الأطفال
- ماجستيرطب نفسي
- ماجستيرعلم الأشعة
- ماجستيرجراحة

## أوغندا

### جامعة غولو
تمنح جتمعة غولو الماجستير في التخصصات التالية: 
- ماجستيرالجراحة
- ماجستيرطب نفسي

### جامعة ماكيري
تمنح جامعة ماكيري الماجستير في التخصصات التالية::
- ماجستيرعلم التخدير
- ماجستيرطب الأسرة
- ماجستيرطب باطني
- ماجستيرعلم الأورام
- ماجستيرجراحة الأعصاب
- ماجستيرطب التوليد والنسائيات
- ماجستيرطب العيون
- ماجستيرطب الأنف والأذن والحنجرة
- ماجستيرطب الأطفال
- ماجستيرطب نفسي
- ماجستيرجراحة
- ماجستيرجراحة الأورام
- ماجستيرطب الجهاز البولي

### جامعة مبارا
تمنح جامعة مبارا الماجستير في التخصصات التالية:
- ماجستيرطب باطني
- ماجستيرطب التوليد والنسائيات
- ماجستيرطب الأطفال
- ماجستيرجراحة
- ماجستيرجراحة

### جامعة الشهداء بأوغندا
تمنح جامعة الشهداء بأوغندا الماجستير في التخصصات التالية:
- ماجستيرطب باطني
- ماجستيرطب التوليد والنسائيات
- ماجستيرطب الأطفال
- ماجستيرجراحة
- ماجستيرطب الطوارئ

## زامبيا

### جامعة كوبربيلت
تمنح جامعة كوبر بيلت الماجستير في التخصصات التالية:
- ماجستيرطب الأطفال
- ماجستيرعلم الأمراض السريري
- ماجستيرطب نفسي
- ماجستيرطب باطني
- ماجستيرعدوى
- ماجستيرالجراحة العامة
- ماجستيرالمسالك البولية
- ماجستير طب العظام
- ماجستيرالنسا والتوليد
- ماجستير طب الأسرة
- ماجستير طب العيون
- ماجستير الأنف والأ1ن والحنجرة
- ماجستير التخدير والعناية المركزة

## زيمبابوي

### جامعة زيمبابوي
تمنح جامعة زيمبابوي الماجستير في التخصصات التالية
- ماجستيرطب
- ماجستيرعلم التخدري
- ماجستيرطب التوليد
- ماجستيرطب الأطفال
- ماجستيرجراحة

## روابط خارجية
- Post Graduate Medical Education Resources